# Consell Nacional d'Arxius i Gestió Documental
El Consell Nacional d'Arxius i Gestió Documental (CNAGD) és l'òrgan de consulta de l'Administració de la Generalitat, concretament del Departament de Cultura, en matèria d'arxius.
La Llei 10/2001, de 13 de juliol, d'arxius i documents el crea a l'article 18. També s'estableixen els criteris amb què s'ha de determinar la seva composició.
La llei li dona unes atribucions molt àmplies entre les quals es destaquen les de proposar actuacions i iniciatives en matèria d'arxius i emetre dictàmens sobre programes globals d'actuació arxivística, projectes de disposicions, normativa tècnica, incorporació de nous arxius al Sistema Arxivístic Català (SAC), inclusió de documents al Patrimoni Documental de Catalunya, etc.
El decret 177/2003, de 8 de juliol, regula la composició i el funcionament del CNA.
El decret 52/2006, de 28 de març, té com a objectiu establir una nova regulació sobre la composició i funcionament del Consell Nacional d'Arxius.
El 17 de juliol de 2006 es constitueix el CNAGD així com la comissió permanent que prepara els assumptes que ha de tractar el Ple i fa un seguiment dels acords presos assolint una de les principals fites de la Llei d'arxius i documents.

## Precedents
A la Segona República espanyola, el 1934, s'aprova la Llei del Patrimoni Històric, Artístic i Científic i del Servei de Biblioteques, Arxius i Museus de Catalunya, de 28 de març, on la Generalitat de Catalunya, per exercir la seva jurisdicció sobre el patrimoni històric, artístic i científic de Catalunya, crea un Servei que es divideix en cinc seccions, una de les quals és la secció d'Arxius documentals, que funcionarien sota una Direcció General. Queda suspesa amb l'esclat de la guerra i la dictadura franquista.
A més de les seccions, s'establia l'existència del Comitè Superior de Biblioteques, Arxius, Museus, Monuments i Excavacions que s'havia de reunir tres vegades cada any per aprovar el Projecte de Pressupostos i estudiar i establir el Pla general de treball del Servei de Biblioteques, Arxius, Museus, Monuments i Excavacions, o sempre que el Conseller de Cultura o el President-delegat ho creguessin necessari, per a casos d'urgència o per a la coordinació general dels treballs del Servei.
Es pot considerar que aquest Comitè seria un precedent de l'actual Consell, ja que tots dos es van crear per establir un marc de treball per la gestió dels arxius a l'àmbit català, tot i que el Comitè també havia de ser competent en altres àmbits del patrimoni català.

## Composició i funcionament
Tal com preveu el Decret 52/2006, de 28 de març, sobre la composició i funcionament del Consell Nacional d'Arxius, aquest està format per una presidència, una vicepresidència i una vicepresidència 2a, 24 vocalies i una secretaria.
Per tal que esdevingui un veritable instrument de participació de tots els sectors implicats en la gestió, preservació i difusió del patrimoni documental català, dels actuals vint-i-quatre vocals que en formen part, vuit són arxivers que pertanyen a diferents àmbits i institucions arxivístiques del nostre país i la resta representants dels diferents sectors de la nostra societat:
- El director o la directora de l'Arxiu Nacional de Catalunya.
- Un o una representant de l'Associació d'Arxivers de Catalunya.
- Una persona arxivera d'un arxiu privat del Sistema d'Arxius de Catalunya.
- Una persona arxivera d'un arxiu municipal del Sistema d'Arxius de Catalunya.
- Una persona arxivera d'un arxiu universitari del Sistema d'Arxius de Catalunya.
- Un director o una directora d'un arxiu comarcal.
- Una persona arxivera responsable d'un arxiu central administratiu de la Generalitat.
- Un representant de la Conferència Episcopal Tarraconense.
- Un o una representant de l'Institut d'Estudis Catalans.
- Una persona representativa d'un col·legi professional de Catalunya.
- Un o una representant del Col·legi de Notaris de Catalunya.
- Un o una representant del Consell de Col·legis de Secretaris, Interventors i Tresorers d'Administració local de Catalunya.
- Una persona representativa d'una associació empresarial.
- Una persona representativa d'una organització sindical.
- Una persona representativa d'una entitat de cooperació i solidaritat internacional.
- Una persona representativa d'un centre universitari on es formin professionals de l'arxivística.
- Un o una representant de l'Associació Catalana de Municipis i Comarques.
- Un o una representant de la Federació de Municipis de Catalunya.
- Un professor o una professora d'història a proposta del Consell Interuniversitari de Catalunya.
- Un professor o una professora de dret a proposta del Consell Interuniversitari de Catalunya.
- Un o una representant de la Secretaria de Telecomunicacions i Societat de la Informació del Departament d'Universitats, Recerca i Societat de la Informació.
- Un o una representant de l'Agència Catalana de Protecció de Dades.
- Un o una representant de l'Agència Catalana de Certificació.
- Un o una representant de Localret.

Aquesta pluralitat dels components pretén reflectir la riquesa i complexitat de l'arxivística actual així com el caràcter transversal de la funció de l'arxiver.
El consell s'ha reunit, del 2006 al 2008, en quatre sessions plenàries: el 17 de juliol de 2006, en sessió constitutiva; el 29 de gener de 2007; el 14 de març de 2008 i el 4 de desembre de 2008.
Des de la seva creació, el CNA ha presentat diversos plans: el Pla d'Actuació Arxivística 2007-2010; el Pla Corporatiu de Gestió Documental de la Generalitat; o el Pla d'Infraesctructures d'Arxius del Departament de Cultura, entre d'altres.

## Funcions
Són funcions del Consell Nacional d'Arxius, segons l'article 18 de la llei:
- Proposar actuacions i iniciatives en matèria d'arxius.

- Emetre informe sobre els projectes de disposicions generals en matèria d'arxius.

- Emetre informe sobre les normes tècniques bàsiques a què s'han d'adequar els sistemes de gestió documental dels arxius que formen part del Sistema d'Arxius de Catalunya.

- Emetre informe previ a la incorporació d'un arxiu al Sistema d'Arxius de Catalunya.

- Emetre informe previ a la inclusió d'un document en el patrimoni documental de Catalunya en aplicació de l'article 19.2.e) de la Llei 9/1993, del patrimoni cultural català.

- Emetre informe previ a l'aprovació del Mapa d'arxius de Catalunya i de les seves variacions.

- Emetre informe sobre els programes globals d'actuació arxivística.

- Emetre informe sobre la memòria anual que ha d'elaborar l'òrgan que té assignades les funcions del Departament de Cultura en relació amb el Sistema d'Arxius de Catalunya.

- Fer el seguiment de l'elaboració de l'Inventari del patrimoni documental de Catalunya, d'acord amb el que estableix l'article 60 de la Llei 9/1993, del patrimoni cultural català.

- Emetre informe sobre qualsevol assumpte relacionat amb arxius que el director o directora general competent en aquesta matèria li sotmeti a consideració.

## Legislació catalana
- Llei del Servei de Biblioteques, Arxius, Museus i Patrimoni Històric, Artístic i Científic de Catalunya (Diari de Sessions del Parlament de Catalunya, núm. 168, març, 1934)
- 1934, de 28 de març, Llei del Patrimoni Històric, Artístic i Científic i del Servei de Biblioteques, Arxius i Museus de Catalunya (BOGC, 89, 30-III-1934)
- Llei 9/1993, de 30 de setembre, del patrimoni cultural català (DOGC núm. 1807, d'11.10.1993)
- Llei 10/2001, de 13 de juliol, d'arxius i documents (DOGC núm. 3437, de 24.7.2001)
- Decret 177/2003, de 8 de juliol, sobre la composició i funcionament del Consell Nacional d'Arxius (DOGC núm. 3935, 29/07/2003)
- Decret 52/2006, de 28 de març, sobre la composició i funcionament del Consell Nacional d'Arxius (DOGC núm. 4604, 30/03/2006)
- Pla d'Actuació Arxivística 2007-2010 Arxivat 2010-02-15 a Wayback Machine.